# Regering-Féaux
De regering-Féaux (11 mei 1988 - 7 januari 1992) was de vierde Franse Gemeenschapsregering, onder leiding van Valmy Féaux. De regering bestond uit de twee partijen: PS (60 zetels) en PSC (27 zetels). Ze volgde de regering-Moureaux II op, na het ontslag van minister-president Philippe Moureaux, die vicepremier werd in de regering-Martens VIII en werd opgevolgd door de regering-Anselme, die gevormd werd na de verkiezingen van 24 november 1991.

## Verloop
Voor het jaar 1988 werd er een begroting in evenwicht bereikt. De uitgaven in de sociale sector gingen er op achteruit, maar de budgetten voor permanente vorming en subsidiëring werden wel verhoogd. De Franstalige gemeenschapsregering beschikte namelijk over minder geld voor het Franstalig onderwijs. Volgens de meerderheid zou de begroting een meer socialer en cultureel beleid moeten mogelijk maken. De regering erkende dat een vermindering van de begroting en de daling van de leerlingenpopulatie een vermindering van het aantal leraars zou meebrengen, maar dat er ook bespaard werd op andere posten, zoals bouw en uitrusting.

## Samenstelling
De regering-Féaux telde aanvankelijk drie ministers: twee voor de PS en een voor de PSC. Vanaf januari 1989 bevatte de regering een vierde minister, die toebehoorde aan de PS.
| Ambtsbekleder | Ambtsbekleder | Ambtsbekleder                  | Functie en bevoegdheden          | Functie en bevoegdheden                                        | Termijn                          | Partij |
| ------------- | ------------- | ------------------------------ | -------------------------------- | -------------------------------------------------------------- | -------------------------------- | ------ |
|               |               | Valmy Féaux (1933)             | Minister-president               |                                                                | 11 mei 1988 - 7 januari 1992     | PS     |
| Minister      | Cultuur       | Valmy Féaux (1933)             | 17 januari 1989 - 7 januari 1922 |                                                                |                                  | PS     |
|               |               | Jean-Pierre Grafé (1932-2019)  | Minister                         | Onderwijs, Vorming, Sport, Toerisme en Internationale Relaties | 11 mei 1988 - 7 januari 1992     | PSC    |
|               |               | Charles Picqué (1948)          | Minister                         | Sociale Aangelegenheden en Gezondheid                          | 11 mei 1988 - 6 juli 1989        | PS     |
|               |               | François Guillaume (1936-2018) | Minister                         | Sociale Aangelegenheden en Gezondheid                          | 6 juli 1989 - 7 januari 1992     | PS     |
|               |               | Yvan Ylieff (1941)             | Minister                         | Onderwijs en Wetenschappelijk Onderzoek                        | 17 januari 1989 - 7 januari 1922 | PS     |

### Herschikkingen
- Op 17 januari 1989 wordt Valmy Féaux ook belast met Cultuur. Ook komt er een nieuwe minister, Yvan Ylieff (PS), die bevoegd wordt voor Onderwijs en Wetenschappelijk Onderzoek.
- Op 6 juli 1989 wordt Charles Picqué, die de eerste minister-president van het Brussels Hoofdstedelijk Gewest wordt, vervangen door François Guillaume.

Moureaux I · 
Monfils · 
Moureaux II · 
Féaux · 
Anselme · 
Onkelinx I · 
Onkelinx II · 
Hasquin ·
Arena ·
Demotte I ·
Demotte II ·
Demotte III ·
Jeholet ·
Degryse